# Francisco Ramiro López
Francisco Ramiro López fue un ingeniero militar, artillero, perteneciente a la nobleza aragonesa. 
No se conocen su fecha, lugar de nacimiento y muerte. En el pasado se le confundió con Francisco Ramírez de Madrid.

## Biografía

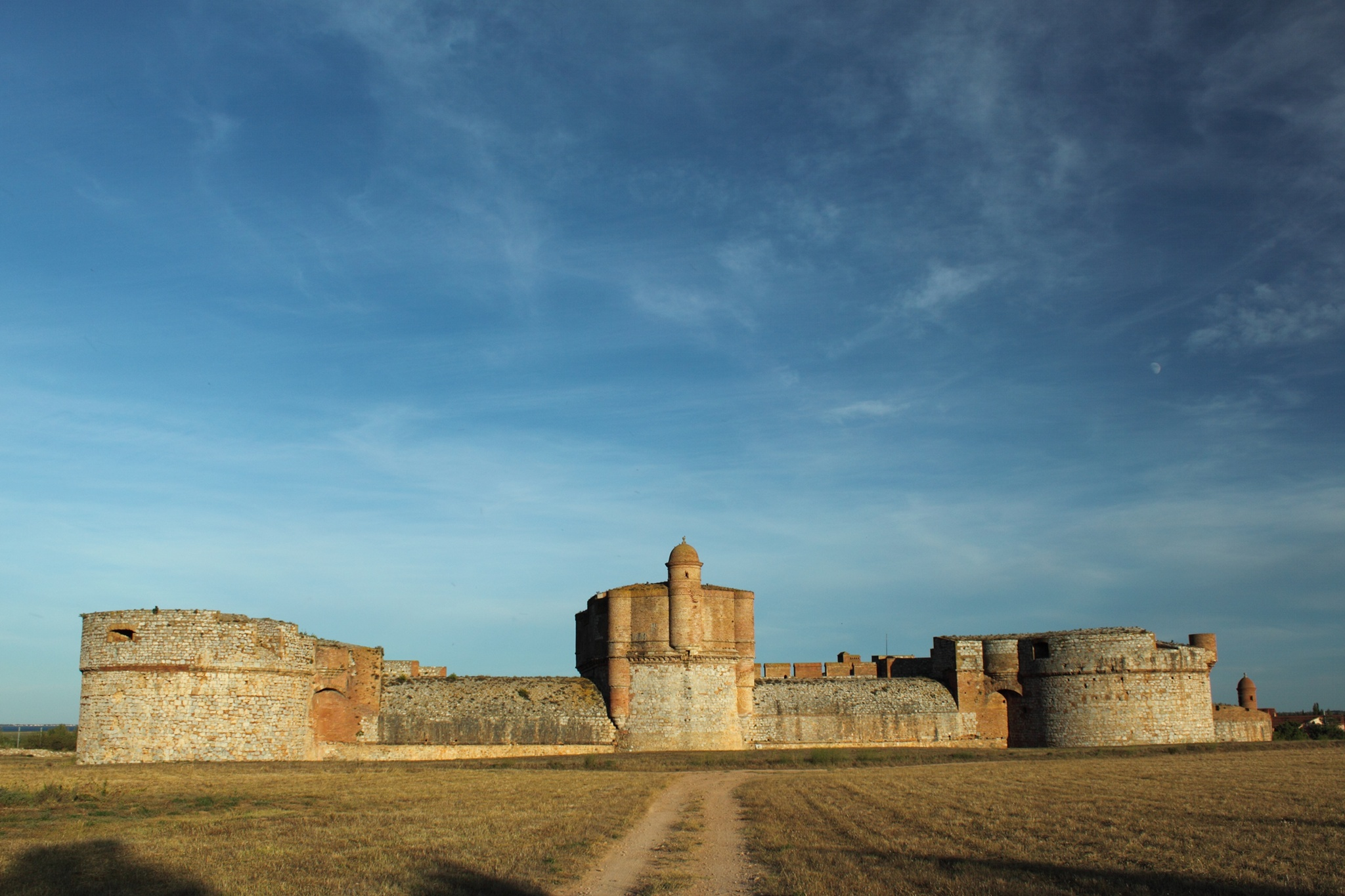
Fortaleza de Salses, diseñada por Francisco Ramiro López

Fue un especialista en artillería y en la documentación de la época se le nombra como Comandante Maestro Ramiro. 
Antes del año 1485 ya había participado en la organización de diversos asedios en la Guerra de Granada, incluidos los de las plazas de Ronda y Marbella. Participó en la toma de Granada, en el año 1492 y, posteriormente, restauró y fortificó la Alhambra. 
El éxito cosechado por estos servicios fue recompensado por el rey Fernando, que lo nombró jefe de la artillería real y le dio el mando de la orden militar de Santiago. También otorgó una pensión vitalicia a beneficio de su esposa Úrsula de Montpales.
Mediante una orden de 30 de octubre de 1495, el rey Fernando de Aragón le envió al Rosellón para evaluar el estado de sus fortificaciones contra los ataques franceses en esta zona de frontera de la Corona de Aragón con el reino de Francia. La orden incluía estudiar cómo fortalecer la posición de Salses, bien a partir del castillo viejo o bien mediante una nova construcción capaz de aguantar un sitio de treinta a cuarenta días antes de ser socorrida por las tropas castellanas.
La toma del viejo castillo por las tropas francesas del mariscal de Saint André el 28 de octubre de 1496 llevó a Francisco Ramiro a construir uno nuevo. La fortaleza de Salses se terminó en 1504 y fue un prototipo de la nueva arquitectura militar provocada por la nueva eficiencia de la artillería, un fuerte de transición entre las fortificaciones medievales y las modernas fortificaciones de trazado italiano.
La fortaleza, con Francisco Ramiro en su interior, resistió un ataque del ejército francés en 1503, que motivó la realización de diversas modificaciones. Fue nombrado capitán general de la artillería en el Rosellón.
Participó en otras modificaciones de las fortificaciones de Perpiñán y Colliure y en las primeras fortificaciones de Melilla, en 1497. 